# Valdo Gigante
Erivaldo Antônio Saraiva (Cubatão, 22 november 1980) is een Braziliaans voetballer die onder de naam Valdo Gigante als aanvaller speelt.